# Homps (Aude)
Homps település Franciaországban, Aude megyében. Lakosainak száma 604 fő (2022. január 1.). Homps Azille, Tourouzelle és Olonzac községekkel határos.

## Népesség
A település népességének változása:
| Lakosok száma | 604  | 569  | 611  | 650  | 601  | 578  | 591  | 594  | 597  | 604  |
|               | 1968 | 1982 | 1990 | 2006 | 2013 | 2015 | 2017 | 2019 | 2020 | 2022 |